# Louis de La Couldre de La Bretonnière
Louis Bon Jean de La Couldre, vicomte puis comte de La Bretonnière, baptisé le 8 juillet 1741 au château de la Bretonnière à Marchésieux, décédé le 25 novembre 1809 à Paris, est un officier de marine français des XVIIIe et XIXe siècles. Il est le premier concepteur de la rade de Cherbourg.

## Biographie
Engagé dans la Marine royale à 14 ans, officier à 16 ans, il participe à la guerre de Sept Ans et à la guerre d'indépendance des États-Unis. Lieutenant de vaisseau, il commande l'Aigrette qui a livré bataille contre l'HMS Arethusa qui s'est échouée le lendemain sur l'île de Molène et s'y est brisée le 13 mars 1779. Il commande ensuite la frégate la Tourterelle qui a convoyé plusieurs vaisseaux marchands français et américains amenant des fournitures militaires à Boston. À 40 ans, il est promu capitaine de vaisseau en 1780. 
En 1763, il engage d'importants travaux hydrographiques pour préciser les cartes côtières. 
Sous l'impulsion de Louis XVI qui veut construire un grand port militaire sur les côtes de la Manche, le duc d'Harcourt, gouverneur de Normandie, et Suffren, lieutenant général des armées navales, le chargent en 1776, du fait de sa parfaite connaissance des côtes, d'inspecter avec Pierre Méchain, les côtes entre Dunkerque et Granville.
En 1780, il remet son rapport, où il préconise Cherbourg, proposant de fermer la rade de 4 kilomètres par une digue de pierres perdues, à 4 kilomètres de la côte. Les ministres de la Marine de Sartine puis de Castries valident ce choix cette année-là. Trois ans plus tard, la méthode de construction reste à trancher. 
Pour La Bretonnière, il faut asseoir la digue sur des vieux bâtiments de guerre immergés et de pierres perdues, et la maçonner sur sa partie supérieure. Mais on préfère le projet innovant de Louis-Alexandre de Cessart consistant en l'immersion de 90 cônes de bois de 20 mètres de hauteur lestés de pierres. 
En 1784, alors que de Cessart est nommé responsable général du projet, La Bretonnière revient d'Amérique comme commandant de la Marine du port de Cherbourg. En juin 1786, Louis XVI assiste à l'immersion du neuvième cône de la digue. Mais cette technique révèle ses faiblesses face aux tempêtes. Seuls 20 cônes sont mis à l'eau en cinq ans à l'aube de la Révolution française. Aussi revient-on au projet initial de La Bretonnière en 1788, celui-ci se retrouvant seul à assumer les travaux après le départ du gouverneur Dumouriez en 1789 et de l'ingénieur en chef de Cessart en 1791. Le 21 septembre 1791, le poste de commandant de la Marine est supprimé par un décret de l'Assemblée. Face à l'indiscipline du personnel, La Bretonnière présente sa démission au ministre de Molleville par lettre du 7 mars 1792.
Dénoncé par la société des Montagnards de Valognes où il s'est retiré rue de Poterie, il est emprisonné 16 jours à la maison d'arrêt qu'était devenu l'hôtel d'Ourville, bien après le 9 Thermidor (1794), à compter du 19 thermidor an II (6 août 1794). Refusant d'être réintégré dans la marine comme simple matelot, comme le propose Le Carpentier, il monte à Paris. Le Premier consul Bonaparte le réintègre comme capitaine de vaisseau (1803), mais refuse qu'il participe au comité des travaux de Cherbourg, préférant le nommer chef militaire de Boulogne puis de Dunkerque.
Impotent, il prend sa retraite par décret du 7 avril 1804 et meurt à Paris cinq ans plus tard à 68 ans.
Vicomte par sa naissance, comte par décret royal en 1787, il est membre de l'ordre de Cincinnatus.

## Distinctions
- chevalier de Saint-Louis[1]
- en 1804, chevalier puis officier de la Légion d'honneur[10]

## Famille
En 1784, il se marie à Jeanne de Beaurains de Montmort. Deux fils naissent  de cette union : Alexandre (1785-1868), Euloge (1788-1869), et une fille Adélaïde (1791-1860), vicomtesse de Fraguier.